# Saccharomycetales
Saccharomycetales é uma ordem no reino dos fungos que inclui leveduras. Compreende 13 famílias.

## Génerosincertae sedis
Segundo o 2007 Outline of Ascomycota, entre os géneros incluídos na ordem, mas com posição taxonómica incerta (incertae sedis) incluem-se: Ascobotryozyma, Hyphopichia, Kodamaea, Nakazawaea, Phaffomyces, Starmera, Starmerella, e Yamadazyma.